# Männerwirtschaft (Film)
Männerwirtschaft ist eine vom Fernsehen der DDR produzierte Bühnen-Komödie von Günter Stahnke aus dem Jahr 1975. In den Hauptrollen agieren Herbert Köfer, Dietmar Richter-Reinick und Kaspar Eichel.

## Handlung
Walter, Klaus und Peter Plong (Opa, Vater, Sohn) bilden eine Männerwirtschaft. An sich waren sie sich darüber einig, dass in ihren Haushalt keine Frau einziehen soll. Doch inzwischen bringen Walter und Peter jeweils getrennt voneinander heimlichen Frauenbesuch in ihr gemeinsames Haus. Dies sorgt für Turbulenzen unter den drei Familiengenerationen, weil jeder seine Besucherin vor dem anderen verstecken will. Klaus ist allerdings schon länger aufgefallen, dass sein Vater, als Verantwortlicher für die Haushaltsangelegenheiten, mehr Ordnung im Haushalt an den Tag gelegt hat, als sonst üblich. Alle Sachen scheinen dort zu liegen, wo sie eigentlich hingehören, was sonst nie der Fall war. Er ahnt nicht, dass diese Ordnung nur der neuen Freundin seines Vaters zu verdanken ist. Hanni erledigt heimlich für Walter den Haushalt, damit er zu seinen ehemaligen Kollegen in die Autowerkstatt gehen kann, um dort noch ein wenig mitzuarbeiten.
Klaus muss als Sparkassenleiter zu einem Lehrgang. Die Abwesenheit ihres stärksten Kritikers der Frauen nutzen Walter und Peter, um sich über ihre Frauenbekanntschaften auszutauschen. Beiden sind die gegenseitigen Heimlichkeiten schon lange aufgefallen und deshalb wollen sie auch Klaus eine Frau besorgen, damit alles seine Ordnung hat. Ihnen schwebt dabei dessen Stellvertreterin Charlotte Semmel vor, die von Klaus beauftragt wurde, während seiner Abwesenheit im Haus nach dem Rechten zu sehen. Walter und Peter schlussfolgern daraus, dass Klaus und Charlotte Semmel bereits ein heimliches Paar sind und sie die beiden gar nicht mehr verkuppeln müssen.
Peter kommt dahinter, dass sein Opa nicht nur eine heimliche Freundin hat, die neuerdings den Haushalt für ihn erledigt, sondern ebenso heimlich in der Autowerkstatt aushilft. Er stellt ihn zur Rede, weil er sich Sorgen macht, dass sich sei Opa übernehmen könnte.
Als sich nun die drei Frauen begegnen, stellt sich heraus, dass Charlotte Semmel und Klaus gar kein Paar sind, obwohl Charlotte das sehr recht wäre. Hanni und Dorit raten ihr deshalb einfach zu kündigen, um Klaus aus der Reserve zu locken. Dieser kommt überraschend früh von seinem Lehrgang zurück und Walter und Peter haben große Mühe ihre Frauen vor ihm zu verstecken. Dabei will er ihnen gerade klarmachen, dass er nicht mehr an ihrer frauenlosen Männerwirtschaft festhalten will. Er hätte auf dem Lehrgang eine ganz patente Köchin kennengelernt und will sie zu ihnen ins Haus holen. Zudem meint er, dass sie die richtige Frau für seinen Vater wäre. Nun klären Opa und Enkel Klaus endlich darüber auf schon längst jemanden für sich gefunden zu haben. Nachdem Charlotte tatsächlich ihrem Chef ihr Kündigung vorlegt, steht auch Klaus zu seinen Gefühlen und bekennt sich zu ihr.

## Produktion
Der Film erlebte am 31. Dezember 1975 im 1. Programm des Fernsehens der DDR seine Erstausstrahlung. Im Juli 2012 kam der Film bei Icestorm im Rahmen der Reihe DDR TV-Archiv auf DVD heraus.